# Кура (пароход, 1828)
«Кура» — колесный пароход Каспийской флотилии Российской империи. Первый пароход на Нижней Волге и один из первых в Каспийском море.

## Описание парохода
Колёсный деревянный пароход. Длина судна составляла 28,35 метра, ширина — 6,1 метра, осадка — 3,2 метра. На пароходе была установлена паровая машина мощностью 40 номинальных лошадиных сил.

## История службы
Колёсный пароход «Кура» был заложен в Астрахани 28 декабря 1827 (9 января 1828) года и после спуска на воду 21 ноября (3 декабря) 1828 года вошёл в состав Каспийской флотилии России. Строительство вёл корабельный мастер подпоручик С. О. Бурачёк. Совместно с пароходом «Предприятие» был одним из двух первых пароходов, построенных С. О. Бурачёком по собственному проекту.
Осенью 1830 года под командованием лейтенанта Князева пароход выходил из Астрахани в Эмбенские воды для защиты рыбных промыслов от киргизских пиратов.
В 1839 году пароход «Кура» переоборудован под магазин в Астрахани.

### Комментарии
1. ↑  93 фута.
2. ↑  20 футов.
3. ↑  10 футов 6 дюймов.